# Jakub Moder
Jakub Piotr Moder (Polsk udtale: [ˈjakup 'pʲɔtr ˈmɔdɛr], født 7. april 1999) er en polsk fodboldspiller, der spiller for Brighton & Hove Albion og det polske landshold.

## Klubkarriere

### Lech Poznań
Den 2. april 2018 debuterede Jakub Moder for Lech Poznań’s førstehold mod Wisła Kraków, som endte med en 3-1 sejr til Lech Poznań.

### Odra Opole
Den 18. juni 2018 blev Jakub Moder lejet ud til Odra Opole.

### Brighton & Hove Albion
Den 6. oktober 2020 blev Jakub Moder købt af Brighton & Hove Albion for seks millioner pund. Den 10. februar 2021 debuterede han for Brighton mod Leicester City i en FA Cup-runde, som endte med en 1-0 sejr til Leicester.

### Lech Poznań, anden periode
Da Jakub Moder skiftede til Brighton, blev han straks lejet ud tilbage til Lech Poznań.

## Landsholdskarriere
Den 4. september 2020 debuterede Jakub Moder for det polske landshold mod Holland i UEFA Nations League, som endte med et 1-0 til Polen.